# Reinhard Helbig
Reinhard Helbig (* 6. Juli 1938 in Bad Wilsnack; † 26. Februar 2011) war ein deutscher Physiker.
Er studierte bis zum Mauerbau Physik an der Humboldt-Universität in Berlin, dann in Erlangen, wo er 1970 Über die Herstellung, Analyse und Eigenschaften von reinen und dotierten ZnO-Einkristallen promovierte und sich 1975 zum Thema Freie und gebundene Exzitonen in ZnO : gegenwärtiger Stand des Verständnisses des Exzitonenspektrums von ZnO habilitierte.
Helbig war ab 1979 Professor für Angewandte Physik an der Friedrich-Alexander-Universität Erlangen-Nürnberg. Von 1992 bis 1997 war er Vorsitzender des Fachverbandes Halbleiterphysik der Deutschen Physikalischen Gesellschaft, daneben Herausgeber der Buchreihe Festkörperprobleme.
Schwerpunkt seiner wissenschaftlichen Arbeit war die Halbleiterphysik und Halbleitermaterialien.